# Deutsches Meisterschaftsrudern 1971
Das 82. Deutsche Meisterschaftsrudern wurde 1971 in Duisburg ausgetragen. Wie bereits im Vorjahr wurden insgesamt Medaillen in 17 Bootsklassen vergeben. Davon 12 bei den Männern und 5 bei den Frauen
Es waren keine Renngemeinschaften, sondern nur Vereinsmannschaften startberechtigt.

## Medaillengewinner

### Männer
| Bootsklasse                           | Gold | Silber | Bronze |
| ------------------------------------- | --- | --- | --- |
| Einer                                 | Peter Berger (RV Neptun Konstanz) | Udo Hild (Mainzer RG 1898) | Jochen Meißner (Mannheimer RV Amicitia) |
| Doppelzweier                          | Lübecker RG von 1885 Ingolf Schulze Heinz-Georg Scheel | WSV Godesberg Arthur Heyne Helmut Wolber | TV 1877 Essen-Kupferdreh Ivan Reder Gerwin Schüttpelz |
| Zweier ohne Steuermann                | Ludwigshafener RV von 1878 Alois Bierl Winfried Ringwald | Hanauer RC Hassia Bernhard Hiesinger Norbert Kindlmann | RV Erlangen Wolfgang Wiendl Karl Straube |
| Zweier mit Steuermann                 | Regensburger RV 1898 Helmut Müßig Heinrich Brunner Johannes Müßig (Stm.) | Deutscher Ruder-Club von 1884 Wolfgang Hottenrott Heinz Mußmann Heinz Farin (Stm.)                                                                                   | Hanauer RC Hassia Bernhard Hiesinger Norbert Kindlmann Lutz Benter (Stm.) |
| Vierer ohne Steuermann                | RK am Baldeneysee Wolfgang Schäfer Klaus Jäger Ingo Scholz Bernd Gördes | ETuF Essen Egbert Lechtenböhmer Holger Simon Claus Schneggenburger Joachim Ehrig                                                                                     | Heidelberger RK 1872 Rainer Ackermann Heiner Gottermeier Martin Koch Helmut Trumpfheller                                                                                         |
| Vierer mit Steuermann                 | RK am Baldeneysee Wolfgang Schäfer Klaus Jäger Ingo Scholz Bernd Gördes Hartmut Wenzel (Stm.)                                                                                | Wormser RC Blau-Weiß von 1883 Bernd Klöter Klaus-Dieter Maier Gerhard Haußmann Jürgen Emmel Norbert Grieser (Stm.)                                                   | Regensburger RV 1898 Rainer Gärtner Michael Speth Helmut Müßig Heinrich Brunner Johannes Müßig (Stm.)                                                                            |
| Achter                                | RC Hansa von 1898 Franz Plitzner Peter Klein Günter Petersmann Rainer Schmiedner Bernd Truschinski Friedel Schlecht Dieter Knief Reinhard Wendemuth Günter Wohlgemuth (Stm.) | ETuF Essen Dirk Altenbockum Helmut Hülsen Ludwig Menke Michael Knipp Claus Schneggenburger Holger Simon Meinhardt Lutz Joachim Ehrig Martin Reissinger (Stm.)        | Mainzer RV von 1878 Rolf Volland Raimund Schirra Martin Quetscher Werner Scherer Eugen Paravicini Axel Börker Reiner Reitz Norbert Schneider Dieter Hubertus (Stm.)              |
| Leichtgewichts-Einer                  | Peter Hinz (Heidelberger RK 1872) | Peter Lange (RK Germania Köln) | Hermann Eller (Deggendorfer RV 1876) |
| Leichtgewichts-Doppelzweier           | RC Rhenania Koblenz Hans-Joachim Gramkow Friedhelm Schäfer | Berliner RC Welle-Poseidon Michael Herrmann Jörg Hirtschulz | RG Wiesbaden-Biebrich 1888 Björn Schliebs Horst Schliebs |
| Leichtgewichts-Vierer ohne Steuermann | ARV Alania Hamburg Heino Ramm Rainer Schmidt Jürgen Roschlaub Bernd Hänyes                                                                                                   | Berliner RK Brandenburgia Hans-Walter Kroenke Volker Range Wolfgang Schuster Gert Misterfeld                                                                         | Hannoverscher RC von 1880 Wolfgang Bassow Jochen Gohde Klaus-Dieter Schaufert Rudolf Boek                                                                                        |
| Leichtgewichts-Vierer mit Steuermann  | ARV Alania Hamburg Heino Ramm Rainer Schmidt Jürgen Roschlaub Bernd Hänyes Klaus Hunstock (Stm.)                                                                             | Mannheimer RC von 1875 Wolfgang Grabler Julius Nick Uwe Barwig Lutz Kalmbacher Hans-Jürgen Kühnle (Stm.)                                                             | Ludwigshafener RV von 1978 Cord Specht Hans Dörr Gerhard Hesse Hans Faber Gunther Wiederholt (Stm.)                                                                              |
| Leichtgewichts-Achter                 | Berliner RV von 1876 Helmut Volle Lothar Müller Jörg Bredthauer Reinhard Kunde Gerd Heinemann Wolfgang Henze Helmut Henze Werner Hackbarth Uwe Graf (Stm.)                   | ETuF Essen Ulrich Müller Christian Müller Peter Hentschel Rüdiger Münchenhagen Peter Riethmüller Detlef Schmidt Bernd Arenfeld Norbert Laurich Alto Kirchhoff (Stm.) | RC Aschaffenburg von 1898 Michael Kaupp Ulrich Gottwald Dieter Scheel Dieter Schäfer Herbert Sauer Lothar Fuchsbauer Jürgen Schiefer Bernhard Fuchsbauer Karlheinz Becker (Stm.) |

### Frauen
| Bootsklasse                 | Gold                                                                                               | Silber                                                                                             | Bronze                                                                                    |
| --------------------------- | -------------------------------------------------------------------------------------------------- | -------------------------------------------------------------------------------------------------- | ----------------------------------------------------------------------------------------- |
| Einer                       | Astrid Hohl (RC Rhenania Koblenz)                                                                  | Karola Brandt (Frauen-RC Wannsee)                                                                  | Bärbel Kornhass (RG Worms)                                                                |
| Doppelzweier                | RC Tegel 1886 Karin Wichmann-Huhnholz Eva Tübcke                                                   | Passauer RV von 1874 Brigitte Völkner Edith Baumann                                                | Keine weiteren Boote am Start.                                                            |
| Zweier ohne Steuerfrau      | Lübecker Frauen-RK Margret Schütt Doris Olak                                                       | Passauer RV von 1874 Brigitte Völkner Edith Baumann                                                | RG Germania Kiel Astrid Kallmeyer Ilse Lebert                                             |
| Doppelvierer mit Steuerfrau | ETuF Essen Helga Flintsch Barbara Kuhlmey-Becker Christel Mähl Jutta Groneberg Dagmar Krooß (Stf.) | Frauen-RC Wannsee unbekannt Rudhild Gotthard Renate Geißler unbekannt unbekannt (Stf.)             | RC Leer Christa Pohlmann Gisela Pohlmann Liesel Jacobs Anette Hoffmann Eva Heikamp (Stf.) |
| Vierer mit Steuerfrau       | RG Germania Kiel Heike Witt Gerda Wege Astrid Kallmeyer Ilse Lebert Erika Rehberg (Stf.)           | ETuF Essen Helga Flintsch Barbara Kuhlmey-Becker Christel Mähl Jutta Groneberg Dagmar Krooß (Stf.) | Keine weiteren Boote angetreten.                                                          |